# Cerithium tenellum
Cerithium tenellum là một loài ốc biển, là động vật thân mềm chân bụng sống ở biển thuộc họ Cerithiidae.

## Phân bố
The distribution của Cerithium tenellum bao gồms miền tây miền trung Thái Bình Dương.

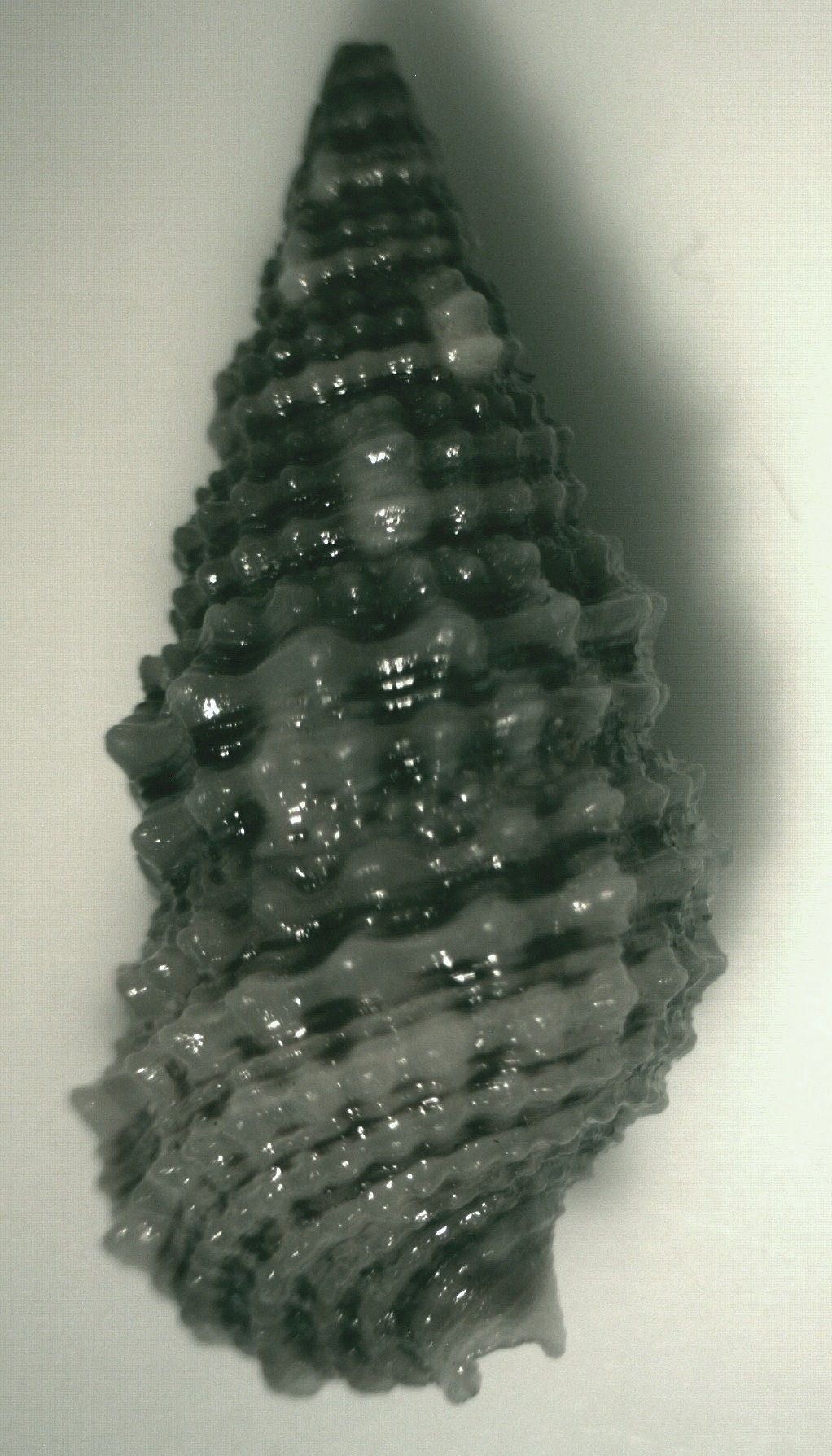
Cerithium tenellum, abapertural view

- Philippines[2]
- Indonesia[2]